# SOR CN 9.5
SOR CN 9.5 — пригородный автобус, выпускаемый чешской компанией SOR Libchavy с 2007 года.

## Конструкция
Автобус SOR CN 9.5 является производной моделью от длинномерного автобуса SOR CN 12. Компоновка автобуса заднемоторная, заднеприводная. Кузов сделан из металла, салон выполнен в пластиковой оправе. Вход обеспечивается через две выдвижные двери.

## Производство
Производство автобуса SOR CN 9.5 началось в 2007 году, через 10 лет после начала выпуска автобуса SOR C 9.5. Принципиальным отличием от предыдущей модели является низкий пол.
Изначально автобус поступил в ČSAD bus Plzeň. Позднее автобус стал поступать в другие города.